# Psí život (Simpsonovi)
Psí život (v anglickém originále The Way of the Dog) je 22. díl 31. řady (celkem 684.) amerického animovaného seriálu Simpsonovi. Scénář napsala Carolyn Omineová a díl režíroval Matthew Faughnan. V USA měl premiéru dne 17. května 2020 na stanici Fox Broadcasting Company a v Česku byl poprvé vysílán 1. prosince 2020 na stanici Prima Cool.

## Děj
Spasitele probudí vůně popcornu a Simpsonovi se připravují na Vánoce. Spasitel je nevrlý, roztrhá gauč a zírá na šmouhu na skříni. Líza proto navrhuje navštívit přednášku psí psycholožky Elaine Wolffové. Wolffová většinou majitelům psů nadává a její přednáška není nápomocná. Když ji však Líza požádá individuálně, aby se vcítila do Spasitele, vysvětluje, že psi mají dominantní smysl čich a pomocí něj si vybavují své vzpomínky. Marge chce vyprat čepici Santy Clause. Jakmile ji vezme do ruky, Spasitel Marge pokouše.
Bart se rozhodne spát se Spasitelem přes noc venku. Na druhý den ho vezmou k veterináři, který ho chce utratit. Veterinář nahlásí, že Spasitel kouše, a šerif Wiggum přijde za Simpsonovými, kde vyčkává na odchytovou službu. Těsně před tím, než odchytová služba přijede, přijde Spasitele zachránit Wolffová.
Wolffová s ním odejde do svého Ústavu psího duševního zdraví, kde má příležitost s ním komunikovat. Zjišťuje, že událost způsobující posttraumatickou stresovou poruchu psa sahá až do jeho dětství, a vydává se hledat původ. V chovatelské stanici „Vymetený kotec“ cvičitel psů Les Moore vysvětluje, jak Spasitele odebral od jeho matky jménem Psí Bisky, neboť byl rychlý a měl závodní potenciál. Rodina je pobouřena, ale potěší je, když se Spasitel shledá s Bisky. Simpsonovi si Bisky adoptují a poskytnou jí šťastný domov.

## Přijetí
Při prvním vysílání sledovalo Psí život 1,89 milionu diváků.
Dennis Perkins z The A.V. Clubu ohodnotil díl známkou B a pochválil jej za pokus o seriózní studii postavy Spasitele, ale poznamenal, že konec byl příliš sentimentální.
Tony Sokol z Den of Geek dal epizodě 4 hvězdičky z 5 za její emocionální hloubku a schopnost obohatit minulost seriálu. Dále uvedl: „Samotný díl je docela zdravý. Dokonce i ta nejtemnější postava, trenér závodních psů, má jistý druh vykoupení v samotném faktu, že matka Spasitele je stále naživu. Hrozba uspání se však objeví hned několikrát. Když nejlevnější veterinář ve městě nadhodí, že musí utratit každého psa, který někoho pokouše, tak tomu tak docela nevěříme. Homer se nemůže dívat na muže, který chce uspat Spasitele, a cestou z ordinace si pro jistotu nasadí na hlavu límec.“.